# São José dos Campos
São José dos Campos è un comune del Brasile nello Stato di San Paolo, parte della mesoregione della Vale do Paraíba Paulista e della microregione di São José dos Campos.
Ubicato nella valle del Paraíba, São José dos Campos è un importante polo tecnologico di materiale bellico, metallurgia e sede del maggiore complesso aerospaziale dell'America Latina.
Nella città ci sono importanti multinazionali come Philips, Panasonic, Johnson & Johnson, General Motors (GM), Petrobras, Ericsson, Monsanto e la sede dell'Embraer e dell'Helibras fra gli altri.
La città ha importanti istituti nel settore aerospaziale, come il Comando generale di tecnologia aerospaziale (CTA), l'Istituto nazionale di ricerche spaziali del Brasile (INPE), l'Instituto de Estudos Avançados (IEAv), l'Istituto di aeronautica e spazio (IAE) l'Instituto Tecnológico de Aeronáutica (ITA).
Secondo uno studio di ricerca dell'ONU del 1999, São José dos Campos viene classificata come una delle 25 migliori città del Brasile, per quanto riguarda lo stato di benessere. Con il suo alto PIL pro capite, lunga speranza di vita alla nascita e buon livello di infrastrutture, São José dos Campos è una città sicura, con una buona offerta di servizi e negozi.